# Címeres poloskafélék
A címeres poloskafélék (Pentatominae) a félfedelesszárnyúak (Hemiptera) rendjében a poloskák (Heteroptera) alrendjébe sorolt címerespoloska-alkatúak (Pentatomomoidea) öregcsalád névadó alcsaládja.

## Rendszerezésük
A meghatározás, az egyes fajok elkülönítésének nehézségeitől nem függetlenül a taxon tagolása rendkívül bizonytalan. Egyik végletként az alcsaládot egyes szerzők mindössze öt nemzetségre bontják:
- Cappaeini (Atkinson, 1888)
- Halyini (Amyot and Serville, 1843)
- Mecideini (Distant, 1852)
- valódi címeres poloskák (Pentatomini, Leach, 1815)
- Sciocorini (Amyot and Serville, 1843)

A másik véglet az a felosztás, amelyben a több mint 40 nemzetségen kívül még nemzetségbe be nem sorolt nemek is szerepelnek. Ebben a tagolásban a 43 nemzetség:
- szipolypoloska-formák (Aeliini)
  -     - közönséges szipolypoloska (Aelia acuminata)
    - csőrös szipolypoloska (Aelia rostrata)
    - Aelia klugii
- Aeptini
- Aeschrocorini
- Agaeini
- Agonoscelidini
- Amyntorini
- Antestiini
- Aulacetrini
- Axiagastini
- Bathycoeliini
- Cappaeini
  -     - ázsiai márványospoloska (Halyomorpha halys)
- Carpocorini
  -     - bogyómászó poloska (Dolycoris baccarum)
- Catacanthini
- Caystrini
- Chlorocorini
- Coquereliini
- Degonetini
- Diemeniini
- Diplostirini
- Diploxyini
- Eurysaspidini
- Eysarcorini
- Halyini
- Hoplistoderini
- Lestonocorini
- Mecideini
- Memmiini
- Menidini
- Myrocheini
- Nealeriini
- Nezarini
- Opsitomini
- Pentamyrmexini
- valódi címeres poloskák (Pentatomini)
  -     - bencepoloska (mezei poloska, Rhaphigaster nebulosa)
- Phricodini
- Piezodorini
- Procleticini
- Rhynchocorini
- Rolstoniellini
- Sciocorini
- Sephalini
- Strachiini
- Triplatygini

Az ebben a felosztásban elkülönített Aeliini nemzetség nemeit az ITIS rendszere a valódi címeres poloskák (Pentatomini)  közé sorolja.